# Rhachoepalpus biornatus
Rhachoepalpus biornatus är en tvåvingeart som beskrevs av Charles Howard Curran 1947. Rhachoepalpus biornatus ingår i släktet Rhachoepalpus och familjen parasitflugor.
Artens utbredningsområde är Panama. Inga underarter finns listade i Catalogue of Life.